# سیارک ۲۱۷۴
سیارک ۲۱۷۴ (به انگلیسی: 2174 Asmodeus، نامگذاری:1975TA) دو هزار و صد و هفتاد و چهارمین سیارک کشف شده‌است که در ۸ اکتبر ۱۹۷۵ کشف شد.
قدر مطلق سیارک برابر ۱۳٫۷۰ است.